# 中文洞
中文洞（チュンムンドン、중문동）は、西帰浦市の行政洞。 法定洞の大浦洞（テポドン）、中文洞（チュンムンドン）、河源洞（ハウォンドン）、廻水洞（フェスドン）の範囲を管轄する。 面積は56.44平方kmであり、人口は2011年3月31日現在、3,453世帯、8,913人である。

## 概要
中文洞（チュンムンドン）は、法律第3425号（1981年4月13日公布）により西帰邑（ソギウプ）一円と中文面（チュンムンミョン）を合併して西帰浦市（ソギポシ）を設置した1981年7月1日に成立した12の行政洞のひとつで、中文洞（チュンムンドン：もとの中文里（チュンムンニ））と、大浦洞（テポドン：もとの大浦里（テポリ））と、河源洞（ハウォンドン：もとの河源里（ハウォンニ））、廻水洞（フェスドン：もとの廻水里（フェスリ））を統合して作った行政単位である
中文洞の一角は、1980年代から韓国観光公社によって中文観光団地として開発が進められ、リゾートホテルや博物館、遊園地、植物園等の観光施設が集中的に立地しており、カジノを備えたホテルやゴルフ場、海水浴場もある。済州島で最初に下水処理施設が整備されたのも、この地区であった。
中文は、テレビドラマ『オールイン 運命の愛』や映画『シュリ』のロケ地にも使われた。

## 観光
- 中文観光団地[7]
  - 如美地植物園（朝鮮語版）
  - 博物館は生きている (박물관은 살아있다) - トリックアート美術館
  - PLAY K-POP (플레이케이팝)
  - 済州テディベアミュージアム（제주 테디베어뮤지엄）
  - 天帝淵瀑布 (천제연폭포)
  - 中文ゴルフクラブ
- カンチョンチョン遊園地 (강정천유원지)
- 楮紙人形博物館 (닥종이인형박물관)
- 大浦柱状節理
- 小人国テーマパーク（朝鮮語版）
- アフリカ博物館 (아프리카박물관)
- ウェドルゲ（朝鮮語版）
- 正房滝（朝鮮語版）
- 済州国際コンベンションセンター（朝鮮語版）
- 済州国際平和センター (제주국제평화센터)
- 済州ウォーターワールド (제주워터월드)